# Anna Åhlund
Anna Ida Kristina Käszmann Åhlund, född 20 juli 1977 i Stockholm, är en svensk konstnär och serieskapare.
Anna Åhlund är uppvuxen i Bagarmossen, yngst av fyra syskon  och syster till Joakim Åhlund, Klas Åhlund och Johannes Åhlund.
Hon har gjort illustrationer för flera svenska musikartister, bland andra Marit Bergman, Robyn, Röyksopp och Anna Sahlin, och drivit flera konceptkonstprojekt såsom "Ett shoppingfritt år". 2014 påbörjade hon det mångåriga projektet "En snippa om dagen", där hon för daglig nätpublicering gör teckningar kopplade till nakna kvinnokroppar och dess könsorgan som ett led i en feministisk kamp. Hon har utgivit serieböckerna Fortfarande konstig stämning men ingen verkar bry sig (2009) och En snippa om dagen (2015)  på Kartago förlag.